# Автодорога A13 (Латвия)
А13 — государственная автомобильная дорога высшей категории в Латвии, проходящая по маршруту Российско-латвийская граница (Гребнева) — Литовско-латвийская граница (Медуми). Является частью европейского маршрута E 262 и Европейских коммуникационных сетей (TEN-T).
Общая протяжённость дороги составляет 163,4 км. Среднесуточный объём движения (AADT) составил в 2020 году 2919 автомобилей в сутки. Дорога имеет асфальтобетонное покрытие. Текущее ограничение скорости составляет 90 км/ч.
На своём протяжении дорога A13 проходит через следующие города и населённые пункты: Карсаву, Резекне, Бекши, Малта, Шпоги, Малинова, Даугавпилс, Медуми. Пересекает реки Ритупе, Резекне, Малту, Дубну, Ликсну, Даугаву, Лауцесу и дороги P45, P50 в Карсаве, A12, A15 у Резекне, P36, P55 в Резекне, P56, P59 в Малте, P62 у станции Аглона, P64 в Шпоги, A6, A14, P67, P68 в Даугавпилсе.